# Анстранга, Алма Николаевна
Алма Николаевна Анстранга (латыш. Alma Anstranga; 1920 год, Бауский уезд, Латвия) — доярка колхоза имени Карла Маркса Бауского района, Латвийская ССР. Герой Социалистического Труда (1958). Депутат Верховного Совета Латвийской ССР 5 — 6 созывов.

## Биография
Родилась в 1920 году в крестьянской семье в одном из сельских населённых пунктов Бауского уезда, Латвийская Республика. Трудовую деятельность начала 14-летним подростком. С конца 1940-х годов — доярка колхоза имени Карла Маркса Бауского района. Член ВКП(б).
В первые годы Шестой пятилетки (1956—1960) достигла высоких трудовых результатов по надою молока. К 1958 году показывала результаты в среднем около 5 тысяч килограмм молока с каждой фуражной коровы. В 1958 году с каждой коровы надоила в среднем по 5320 килограмм молока.
Указом Президиума Верховного Совета СССР от 15 февраля 1958 года удостоена звания Героя Социалистического Труда «за выдающиеся успехи, достигнутые в деле развития сельского хозяйства по производству зерна, картофеля, сахарной свеклы, мяса, молока и других продуктов сельского хозяйства, и внедрение в производство достижений науки и передового опыта» с вручением ордена Ленина и золотой медали Серп и Молот.
Неоднократно участвовала во Всесоюзных выставка ВДНХ и ВСХВ в Москве.
Избиралась депутатом Верховного Совета Латвийской ССР 5 — 6 созывов (1959—1967), депутатом Бауского районного и Кодесского сельского советов народных депутатов, делегатом XXIII съезда КПСС.
После выхода на пенсию проживала в Бауском районе.
Награды и звания
- Герой Социалистического Труда
- Орден Ленина
- Орден Трудового Красного Знамени (23.06.1966).